# 계교 전투
계교 전투(界橋戰鬪), 반하 전투(潘河戰鬪)는 191년 기주(冀州)에서 원소(袁紹)와 공손찬(公孫瓚)이 싸운 전투다. 여기서 대승리를 거둔 원소는 이후 거듭 공손찬을 격파하여 중국의 최대 강자로 부상한다.

## 배경
후한 말, 한복(韓馥)은 동탁(董卓)에게서 기주목(冀州牧)으로 임명되어 그와 대립하던 발해태수(渤海太守) 원소의 상관으로 견제하는 임무를 맡고 있었으나, 원소가 당시 여론의 지지를 받는 것을 보자 원소의 거병을 승인해 반동탁연합군을 창설하게 한다. 하지만 한복은 원소의 대두 또한 바라지 않았으므로 매번 원소를 견제했으며 심지어는 원소군의 보급을 차단하여 와해의 위기로 몰아넣기도 했다. 이에 원소는 한복과 제휴하여 유우를 황제로 추대하기도 하나 결과적으로는 실패해 191년 연합군은 사실상 해체되었다. 한복의 갖은 견제에 시달려 발해군으로 돌아가지도 못한 채 황하 일대에서 발이 묶여있던 원소는 공손찬을 부추겨 기주를 공격하도록 한다. 공손찬이 기주에 들어와 안평에서 한복을 격파했다. 참패하고 지휘력을 잃은 한복은 영내의 반란과 인접세력의 침공에 시달리는데, 원소는 공손찬의 움직임에 맞춰 북쪽으로 진군하면서 이들을 격파하거나 회유,병합하여 급격히 세를 늘렸다. 한복은 북상하는 원소의 속내를 알 수 없었으나 남진해 오는 공손찬과 손잡고 자신을 협공할 것을 두려워했다. 원소는 지위를 양도한다면 신변을 보장하겠다며 한복을 협박했고 한복은 이에 기주목의 지위를 원소에게 양도했다.
이때 한복의 측근들은 이를 필사적으로 반대했으며 열흘 안에 원소를 격파해 보일 수 있다고 호언하기도 했다. 실제로 원소는 임지인 발해군 바깥에 고립되어 군량을 자급할 능력이 없었기에 전적으로 외부의 지원에 의존해야 하는 형편이었다. 비록 인근의 군벌들을 병합하며 양적으로는 급격히 팽창했지만 실상은 급조된 오합지졸이었으며 그마저도 한복의 군세보다 작았는데 결과적으로 보급의 문제는 더욱 심각해졌기에 열흘 안에 무너뜨릴 수 있다는 말이 완전한 허언이라고 보긴 어렵다. 하지만 전력을 집중해 원소를 물리친다 해도 다시 공손찬을 물리쳐야 한다는 현실적인 문제가 남아있었고, 원소와 공손찬과 연합한다면 한복으로서는 더욱 감당하기 어려웠을 것이다.
또한 공손찬은 이미 강성한 세력을 갖췄으며 유우의 추대에 격렬히 반대하여 대역행위로 맹비난했기에 한복과 정치적인 제휴의 필요성이 낮았던 반면, 원소는 한복과 함께 유우 추대의 핵심인물이었으며 비록 연합군의 맹주로서 관동에서의 명망과 발언력은 높았으나 실질적인 세력은 미약해 현실적으로 한복의 협조가 절실한 상황이었다. 게다가 한복은 원씨와 고리관계에 있었다. 신변의 안전과 지위를 보장하겠다는 원소의 제안은 이미 전쟁에 질린 한복에게 매력적인 제안이었을 것이다.
기주목을 양도받은 원소는 공손찬의 사촌동생인 공손범(公孫範)에게 발해태수의 지위를 양도해 공손찬에게 발해군을 분할해 주는 형식으로 일을 매듭지으려 한 것으로 보이나 실질적인 분할은 미룬 것으로 보인다. 공손찬은 군대를 광종에 주둔시키고 사촌동생 공손월(公孫越)을 원소와 적대하고 있던 원술(袁術)에게 보내 그를 지원하게 했다. 당시 원소는 원술의 사예 장악을 견제하여 주앙(周昂) 형제와 제휴하며 이들에게 원술군의 중간기지인 양성을 탈취한 상태였는데, 원술은 손견(孫堅)과 공손월에게 양성의 탈환을 지시했지만 실패했고 공손월은 화살에 맞아 죽는다. 이에 공손찬은 군사를 일으켜 원소를 공격했다. 공손찬의 대군을 두려워한 원소는 공손범에게 곧바로 발해태수직을 양도하며 화해를 시도하지만 공손범은 오히려 발해군의 군사를 이끌고 공손찬과 합류해 공격에 가세했다. 공손찬의 위세에 하북 전체가 진동했으며 기주의 수많은 군현이 앞다투어 공손찬에게 투항했다고 한다. 이를 좌시할 수 없었던 원소 또한 군사를 일으켜 반하(潘河)의 상류에서 공손찬과 몸소 교전했다.

## 전투 과정
공손찬은 3만의 군사로 방진을 치고 기병 1만을 좌우에 배치하여 주력으로 삼았다. 한편 원소 역시 진형을 갖추고 국의(麴義)와 정병 8백명을 선봉으로 삼았으며 1천의 노병을 그 뒤에 대기시켰는데. 원소의 군세가 적은 것을 본 공손찬은 이를 깔보고 기병을 풀어 공격했으나 기병대의 전술에 능숙했던 국의가 군사들을 방패 아래 엎드려 있게 하다가 공손찬의 기병대가 사정거리에 도달하자 일제히 궁노를 발사하게 해 공손찬의 기병대가 크게 무너졌고 공손찬이 임명한 기주자사(冀州刺史) 엄강(嚴綱)이 전사했다. 기병대가 패퇴하자 공손찬은 군세를 철수시켰으나 원소가 이를 뒤쫓자 계교에서 다시 군사를 거두어 싸웠다. 하지만 여기서 공손찬은 대패하였고 공손찬이 주둔하고 있던 본영이 점령되자 남은 무리들도 모두 흩어져 달아났다. 한편 후방에 있던 공손찬이 완전히 격파되었다는 보고를 받고 방심하여 안장에서 내려 말을 쉬게 하며 단지 수십명 남짓한 보병을 거느리고 있었는데 달아나던 공손찬의 2천 기병대에게 포위당한다. 별가(別駕) 전풍(田豊)은 원소를 끼고 도망쳐 원소를 담장 틈속에 숨기려 했으나, 원소는 분개해 쓰고 있던 모자를 집어던지며 "장부는 마땅히 앞에서 싸우다 죽어야 하거늘, 어찌 담장 사이로 도망가겠는가!"라는 기골에 찬 말을 토해내며 앞장서 싸우자 모두가 분발하여 싸웠다. 지휘하는 자가 원소라고는 생각하지 못한 적들은 그 기세에 눌려 차츰 밀려나다가 마침 국의가 와서 원소를 돕자 마침내 궤멸당했다.